# Обербарним
Обербарним (њем. Oberbarnim) општина је у њемачкој савезној држави Бранденбург. Једно је од 45 општинских средишта округа Меркиш-Одерланд. Према процјени из 2010. у општини је живјело 1.506 становника. Посједује регионалну шифру (AGS) 12064370.

## Географски и демографски подаци
Обербарним се налази у савезној држави Бранденбург у округу Меркиш-Одерланд. Општина се налази на надморској висини од 95 метара. Површина општине износи 52,6 km². У самом мјесту је, према процјени из 2010. године, живјело 1.506 становника. Просјечна густина становништва износи 29 становника/km².